# STECHKIN APS

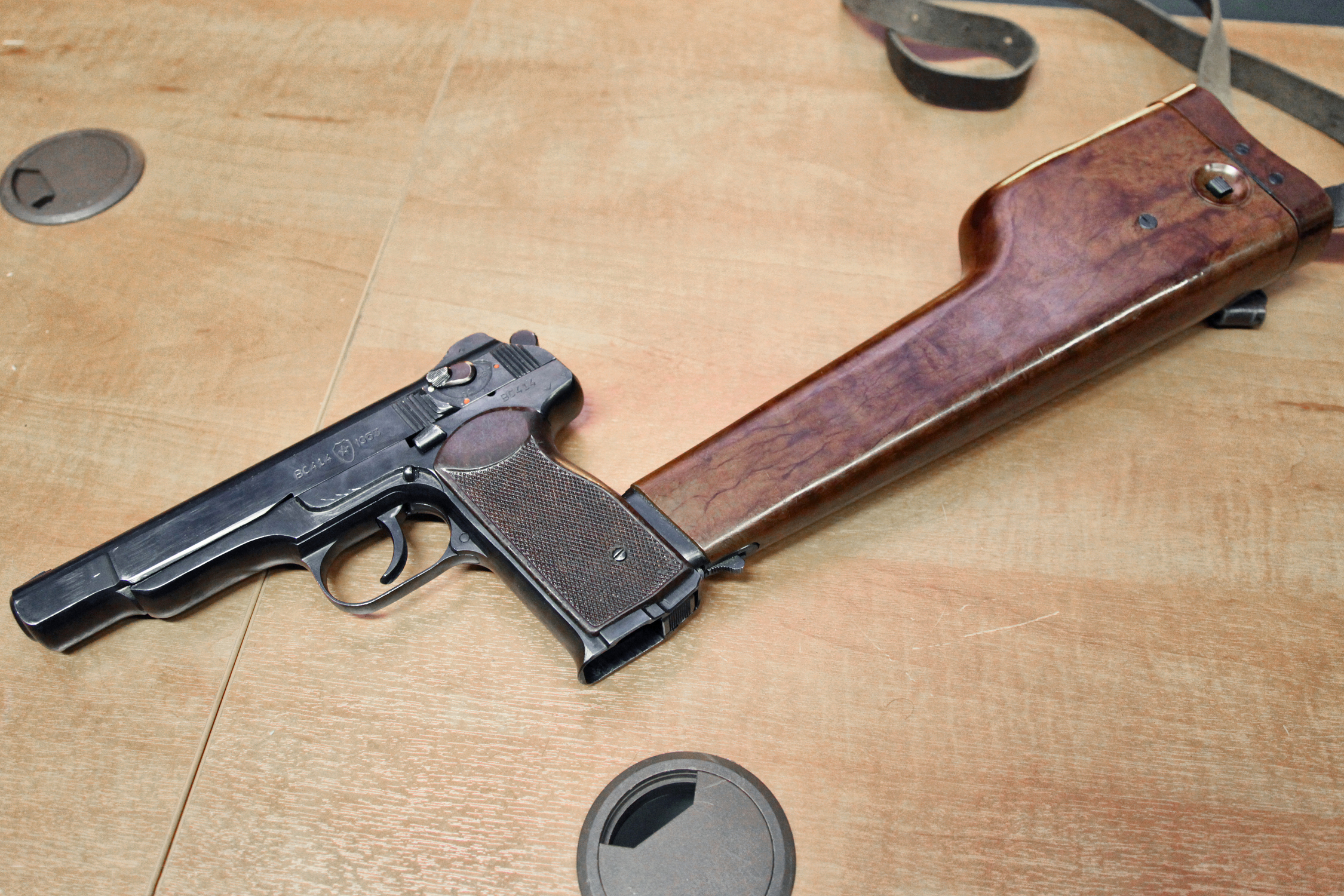

STECHKIN APS(러시아어:automaticheskij pistilet stechkina)는 러시아의 제식 권총으로 스페츠나츠들이 쓰는 총이다. 기관권총으로 분당 750발이다. 1951년 처음으로 제작되었으며, 무게는 1.22kg이다. 길이는 225mm이며 9×18 Makarov 탄환을 사용하지만 수출용 모델은 9×19 Parabellum 탄환을 사용한다. 블로우백 방식이며 탄속은 340m/s, 유효사거리는 50m, 최대사거리는 200m다. 복열탄창에는 총 20발이 들어간다. 이고르 슈테츠킨(Igor Yakovlevich Stechkin)이 설계하였다.

## 같이 보기
- 스콜피온 기관단총